# 単袴
単袴（ひとえばかま）とは、単衣になっている裏地のない袴のこと。夏・冬問わず用いられている。
ただし、平安時代の女性の場合には袴と称しても、長袴などの上から羽織る袿や袙と同じような形をした女性用の単を指していた（単+袴の組み合わせの中で袴とセットになる単を「単袴」と称した）。